# ساموئل ویدوسون
ساموئل ویدوسون (به انگلیسی: Samuel Widdowson) بازیکن فوتبال زادهٔ ۱۶ آوریل ۱۸۵۱ اهل انگلستان بود که سابقهٔ بازی در تیم ملی فوتبال انگلستان را در کارنامهٔ خود دارد. وی در تاریخ ۱۳ مارس ۱۸۸۰ تنها بازی ملی خود را در مقابل تیم ملی فوتبال اسکاتلند انجام داد.